# Civismo

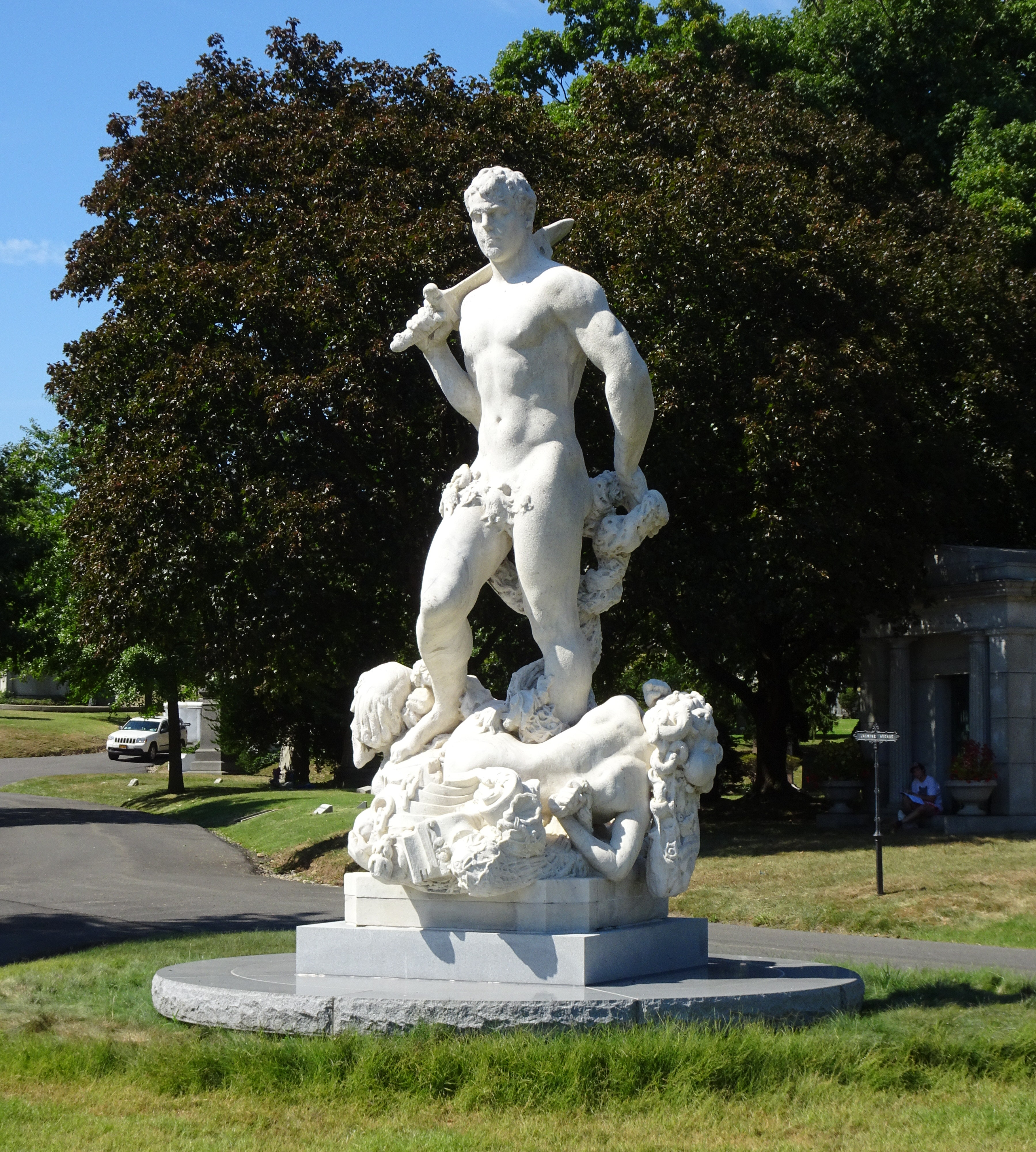
"Virtude cívica" (1919)ː estátua de Frederick William MacMonnies no cemitério de Green-Wood.

Civismo são práticas assumidas como deveres fundamentais para a vida coletiva, visando preservar a sua harmonia e melhorar o bem-estar de todos. Mais especificamente, o civismo consiste na dedicação pelo interesse público e também pela política de um país, fidelidade, paz ou honra em relação à pátria;  patriotismo.

## Questões do civismo
As questões do civismo, centram-se sobretudo ao nível das práticas quotidianas, nomeadamente na forma como os cidadãos contribuem ou não para 
Em três dimensões:
- a) Dimensão Ética. A atitude cívica é inseparável da ética, isto é, de uma acção norteada por princípios.

- b) Dimensão normativa. Um comportamento cívico é, frequentemente, encarado como o respeito por um conjunto de regras de convivência que estão definidas na lei, em posturas municipais etc. Estas prescrições, fruto de consensos colectivos, mais não visam do que integrar os indivíduos numa organização social e evitar a conflitualidade nas suas relações.

- c) Dimensão Identitária. As sociedades, como as pólis, são anteriores aos próprios indivíduos que as constituem. Têm memórias, valores e heranças patrimoniais que importa preservar, sob pena de perderem aquilo que as diferencia e individualiza como tais. O civismo é, em última instância, uma atitude de defesa da própria cidade e da cultura que a mesma possui.